# Championnat d'Espagne de rugby à XV 2011-2012
Navigation
División de Honor 2010-2011 División de Honor 2012-2013
Le championnat d'Espagne de rugby à XV 2011-2012 ou División de Honor 2011-2012 est une compétition de rugby à XV qui oppose les dix meilleurs des clubs espagnols. La compétition commence le 18 septembre 2011 et se termine par une finale le 13 mai 2012.
Le championnat se déroule en deux temps : une première phase dite régulière en match aller-retour où toutes les équipes se rencontrent deux fois et une phase finale à élimination directe. Les six premières équipes du classement à l'issue de la phase régulière sont qualifiées pour les playoffs. Les deux premières équipes du classement sont directement qualifiées pour les demi-finales alors que les équipes classées de la troisième à la sixième place s'affrontent en barrage pour l'attribution des deux places restantes dans le dernier carré. Le vainqueur de la compétition est qualifié pour le Challenge européen.
La compétition est remportée par le Valladolid RAC qui dispose du Ordizia RE en finale sur le score de 27 à 10.

## Liste des équipes en compétition
| - Alcobendas - Gernika RT - Getxo Artea RT - CR La Vila - Ordizia RE | - El Salvador Rugby - UE Santboiana - Ciencias RC - Valladolid RAC - Vigo RC |

## Résumé des résultats

### Classement de la phase régulière
| Rang | Club           | J  | V  | N | D  | Bo | Bd | Pm  | Pe  | Diff | Pts |
| ---- | -------------- | -- | -- | - | -- | -- | -- | --- | --- | ---- | --- |
| 1    | Valladolid RAC | 18 | 15 | 0 | 3  | 9  | 2  | 589 | 374 | +215 | 71  |
| 2    | Ordizia RE     | 18 | 13 | 1 | 4  | 8  | 3  | 543 | 384 | +159 | 65  |
| 3    | UE Santboiana  | 18 | 13 | 0 | 5  | 10 | 2  | 536 | 348 | +188 | 64  |
| 4    | CR La Vila     | 18 | 10 | 2 | 6  | 8  | 1  | 450 | 442 | +8   | 53  |
| 5    | Getxo Artea RT | 18 | 9  | 2 | 7  | 4  | 3  | 406 | 409 | -3   | 47  |
| 6    | Gernika RT (T) | 18 | 9  | 0 | 9  | 7  | 4  | 431 | 388 | +43  | 47  |
| 7    | El Salvador    | 18 | 9  | 0 | 9  | 7  | 2  | 469 | 472 | -3   | 45  |
| 8    | Ciencias RC    | 18 | 5  | 0 | 13 | 6  | 5  | 353 | 503 | -150 | 31  |
| 9    | Vigo RC        | 18 | 2  | 0 | 16 | 7  | 7  | 353 | 543 | -190 | 22  |
| 10   | Alcobendas     | 18 | 2  | 1 | 15 | 5  | 3  | 325 | 592 | -267 | 18  |

|  | Qualifiés pour les demi-finales (no 1, no 2).           |
|  | Qualifiés pour les barrages (no 3, no 4, no 5, no 6).   |
|  | Barrage pour la relégation en seconde division (no 10). |
|  | T : tenant du titre 2011                                |

Attribution des points : victoire sur tapis vert : 5, victoire : 4, match nul : 2, défaite : 0, forfait : -2 ; plus les bonus (offensif : 4 essais marqués ; défensif : défaite par 7 points d'écart ou moins).
Règles de classement : ?

### Phase finale
Les deux premiers de la phase régulière sont directement qualifiés pour les demi-finales. En matchs de barrage pour attribuer les deux autres places, le troisième reçoit le sixième et le quatrième reçoit le cinquième. Les vainqueurs affrontent respectivement le deuxième et le premier.
|  | Barrages                                                   | Barrages                                                   |                      |                      | Demi-finales                              | Demi-finales                              |  |  | Finale                                     | Finale                                     |
|  | Barrages                                                   | Barrages                                                   |                      |                      | Demi-finales                              | Demi-finales                              |  |  | Finale                                     | Finale                                     |
|  |                                                            |                                                            |                      |                      |                                           |                                           |  |  |                                            |                                            |
|  | 29 avril 2012 au Stade Baldiri-Aleu, Sant Boi de Llobregat | 29 avril 2012 au Stade Baldiri-Aleu, Sant Boi de Llobregat |                      |                      | 6 mai 2012 au Stade Pepe-Rojo, Valladolid | 6 mai 2012 au Stade Pepe-Rojo, Valladolid |  |  | 12 mai 2012 au Stade Pepe-Rojo, Valladolid | 12 mai 2012 au Stade Pepe-Rojo, Valladolid |
|  | 29 avril 2012 au Stade Baldiri-Aleu, Sant Boi de Llobregat | 29 avril 2012 au Stade Baldiri-Aleu, Sant Boi de Llobregat |                      |                      | 6 mai 2012 au Stade Pepe-Rojo, Valladolid | 6 mai 2012 au Stade Pepe-Rojo, Valladolid |  |  | 12 mai 2012 au Stade Pepe-Rojo, Valladolid | 12 mai 2012 au Stade Pepe-Rojo, Valladolid |
|  | 29 avril 2012 au Stade Baldiri-Aleu, Sant Boi de Llobregat | 29 avril 2012 au Stade Baldiri-Aleu, Sant Boi de Llobregat | [1] Valladolid RAC   | 55                   |                                           |                                           |  |  | 12 mai 2012 au Stade Pepe-Rojo, Valladolid | 12 mai 2012 au Stade Pepe-Rojo, Valladolid |
|  | [4] CR La Vila                                             | 3                                                          | [1] Valladolid RAC   | 55                   |                                           |                                           |  |  | 12 mai 2012 au Stade Pepe-Rojo, Valladolid | 12 mai 2012 au Stade Pepe-Rojo, Valladolid |
|  | [4] CR La Vila                                             | 3                                                          | [5] Getxo Artea RT   | 25                   |                                           |                                           |  |  | 12 mai 2012 au Stade Pepe-Rojo, Valladolid | 12 mai 2012 au Stade Pepe-Rojo, Valladolid |
|  | [5] Getxo Artea RT                                         | 33                                                         | [5] Getxo Artea RT   | 25                   |                                           |                                           |  |  | 12 mai 2012 au Stade Pepe-Rojo, Valladolid | 12 mai 2012 au Stade Pepe-Rojo, Valladolid |
|  | [5] Getxo Artea RT                                         | 33                                                         | 6 mai 2012 à Ordizia | 6 mai 2012 à Ordizia | [1] Valladolid RAC                        | 27                                        |  |  |                                            |                                            |
|  | 29 avril 2012 au El Pantano, Villajoyosa                   |                                                            | 6 mai 2012 à Ordizia | 6 mai 2012 à Ordizia | [1] Valladolid RAC                        | 27                                        |  |  |                                            |                                            |
|  |                                                            | [2] Ordizia RE                                             | 6 mai 2012 à Ordizia | 6 mai 2012 à Ordizia | 10                                        |                                           |  |  |                                            |                                            |
|  | [3] UE Santboiana                                          | [2] Ordizia RE                                             | 6 mai 2012 à Ordizia | 6 mai 2012 à Ordizia | 10                                        | 14                                        |  |  |                                            |                                            |
|  | [3] UE Santboiana                                          | [2] Ordizia RE                                             | 38                   |                      |                                           | 14                                        |  |  |                                            |                                            |
|  | [6] Gernika RT                                             | [2] Ordizia RE                                             | 38                   | 18                   |                                           |                                           |  |  |                                            |                                            |
|  | [6] Gernika RT                                             | [6] Gernika RT                                             | 22                   | 18                   |                                           |                                           |  |  |                                            |                                            |
|  |                                                            | [6] Gernika RT                                             | 22                   |                      |                                           |                                           |  |  |                                            |                                            |

## Résultats détaillés

### Phase régulière

#### Tableau synthétique des résultats
L'équipe qui reçoit est indiquée dans la colonne de gauche.
| Clubs             | ALC   | GER   | GET   | LAV   | ORD   | SAL   | SAN   | SEV   | VAL   | VIG   |
| ----------------- | ----- | ----- | ----- | ----- | ----- | ----- | ----- | ----- | ----- | ----- |
| Alcobendas        |       | 7-23  | 34-39 | 24-24 | 32-53 | 17-40 | 8-30  | 13-8  | 16-25 | 38-25 |
| Gernika RT        | 17-3  |       | 23-28 | 29-13 | 5-19  | 26-14 | 41-24 | 35-16 | 25-19 | 37-0  |
| Getxo Artea RT    | 23-13 | 13-8  |       | 32-32 | 10-15 | 29-38 | 12-34 | 35-15 | 3-19  | 20-17 |
| CR La Vila        | 27-22 | 30-17 | 29-26 |       | 24-42 | 36-22 | 30-13 | 38-31 | 16-25 | 27-9  |
| Ordizia RE        | 55-26 | 49-21 | 18-18 | 18-16 |       | 39-23 | 21-32 | 36-15 | 26-31 | 21-16 |
| El Salvador Rugby | 47-7  | 30-28 | 17-19 | 18-21 | 20-32 |       | 18-32 | 29-20 | 23-22 | 36-20 |
| UE Santboiana     | 40-7  | 37-23 | 20-30 | 28-33 | 23-17 | 29-8  |       | 34-14 | 35-10 | 13-11 |
| Ciencias RC       | 18-17 | 23-19 | 27-25 | 22-9  | 30-33 | 30-34 | 13-34 |       | 19-21 | 22-15 |
| Valladolid RAC    | 57-12 | 46-29 | 42-30 | 45-20 | 25-18 | 30-15 | 23-22 | 50-15 |       | 55-26 |
| Vigo RC           | 41-27 | 17-25 | 8-14  | 19-25 | 15-31 | 35-37 | 29-56 | 26-15 | 24-44 |       |

|  | Victoire à domicile |  | Match nul |  | Défaite à domicile |

#### Détail des résultats
Les points marqués par chaque équipe sont inscrits dans les colonnes centrales (3-4) alors que les essais marqués sont donnés dans les colonnes latérales (1-6). Les points de bonus sont symbolisés par une bordure bleue pour les bonus offensifs (trois essais de plus que l'adversaire), orange pour les bonus défensifs (défaite avec au plus sept points d'écart), rouge si les deux bonus sont cumulés.

### Phase finale

#### Barrages
| 29 avril 2012 | UE Santboiana | 14 – 18 | Gernika RT | Stade Baldiri-Aleu, Sant Boi de Llobregat |
| 29 avril 2012 |               |         |            | Stade Baldiri-Aleu, Sant Boi de Llobregat |
| 29 avril 2012 |               |         |            | Stade Baldiri-Aleu, Sant Boi de Llobregat |

| 29 avril 2012 | CR La Vila | 3 – 33 | Getxo Artea RT | El Pantano, Villajoyosa |
| 29 avril 2012 |            |        |                | El Pantano, Villajoyosa |
| 29 avril 2012 |            |        |                | El Pantano, Villajoyosa |

#### Demi-finales
| 6 mai 2012 18 h 00 CET | Valladolid RAC | 55 – 25 | Getxo Artea RT | Stade Pepe-Rojo, Valladolid |
| 6 mai 2012 18 h 00 CET |                |         |                | Stade Pepe-Rojo, Valladolid |
| 6 mai 2012 18 h 00 CET |                |         |                | Stade Pepe-Rojo, Valladolid |

| 6 mai 2012 12 h 30 CET | Ordizia RE | 38 – 22 | Gernika RT | Ordizia |
| 6 mai 2012 12 h 30 CET |            |         |            | Ordizia |
| 6 mai 2012 12 h 30 CET |            |         |            | Ordizia |

#### Finale
| 12 mai 2012 | Valladolid RAC | 27 – 10 (12 – 10) | Ordizia RE | Stade Pepe-Rojo, Valladolid 6 000 spectateurs Arbitre : Steve Lee |
| 12 mai 2012 |                |                   |            | Stade Pepe-Rojo, Valladolid 6 000 spectateurs Arbitre : Steve Lee |
| 12 mai 2012 |                |                   |            | Stade Pepe-Rojo, Valladolid 6 000 spectateurs Arbitre : Steve Lee |